# Apacheria

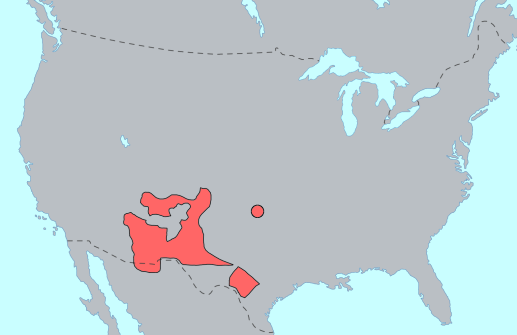
Aire de répartition de la langue apache

Apacheria était le terme utilisé pour désigner la région habitée par le peuple apache. Les premiers documents écrits décrivent une région s’étendant du nord de la rivière Arkansas jusqu'à ce qui sont maintenant les États du nord du Mexique et le centre du Texas en passant par le Nouveau-Mexique et l’Arizona. 
Les Apaches des Grandes Plaines habitaient la zone orientale de l’Apacheria située au sud de la rivière Arkansas dans le Kansas et à l’est du Colorado, mais aussi dans l’est du Nouveau-Mexique, dans le Llano Estacado, les grandes plaines centrales de l’ouest de l’Oklahoma et du Texas, et à l’est de la rivière Pecos et au nord du plateau d’Edwards.